# NGC 7104
NGC 7104 (другие обозначения — PGC 67137, ESO 531-18, NPM1G -22.0351, AM 2137-225) — эллиптическая галактика (E) в созвездии Козерог.
Этот объект входит в число перечисленных в оригинальной редакции «Нового общего каталога».